# Geheimsache Hangar 18
Geheimsache Hangar 18 (englischer Originaltitel: Hangar 18) ist ein US-amerikanischer Science-Fiction-Film von James L. Conway aus dem Jahr 1980. In Deutschland lief der vom Roswell-Zwischenfall inspirierte Film erstmals am 16. Januar 1987 im Fernsehen. Die Spezialeffekte stammen von Harry Woolman.

## Handlung
Ein Satellit wird in einer Space-Shuttle-Mission im All gestartet und zerschellt plötzlich an einem auftauchenden UFO, dabei kommt ein Crew-Mitglied ums Leben. Aufgrund der Präsidentschaftswahlen möchte der Stabschef des Weißen Hauses diese Vorkommnisse auf keinen Fall publik machen. Man sichtet ein abgestürztes UFO in der Einöde Arizonas und die NASA bringt das Objekt in den Hangar 18 einer Militärbasis, wo die Technologie des Flugobjekts zum Nutzen der USA untersucht werden soll. Im UFO finden sie zwei tote menschenartige Insassen vor.
Die beiden Crew-Mitglieder Price und Bancroft starten auf eigene Faust zur Untersuchung der Vorkommnisse. Als sie eine Landestelle ausfindig machen können, werden sie von zwei Agenten verfolgt, die wenig später bei einer halsbrecherischen Verfolgungsjagd ums Leben kommen. Der Stabschef versucht mit einem bombengeladenen Flugzeug einen Angriff auf den Hangar, um sämtliche Beweise der Existenz Außerirdischer zu beseitigen. Der Hangar wird dabei zwar zerstört, jedoch bleibt das UFO völlig unversehrt und ist nun für jedermann sichtbar.

## Kritik
Die Zeitschrift Cinema meint: „Albernes Drama im Yellow-press-Stil“. Das Lexikon des internationalen Films urteilte: „Konventioneller Science-Fiction-Film mit solider Tricktechnik, dessen vorhersehbare Handlung zum Ende hin immer unglaubwürdiger wird.“

## Rezeption
Die US-amerikanische Thrash-Metal-Band Megadeth verarbeitete den Filmstoff in dem Song Hangar 18, erschienen 1990 auf dem Album Rust in Peace. Die Single erhielt 1992 eine Grammy-Nominierung.